# برود (بوسنی و هرزگوین)
برود (به لاتین: Brod) یک شهرک در بوسنی و هرزگوین است که در حاشیه جنوبی رود ساوا واقع شده‌است. برود ۲۲۹٬۳ کیلومتر مربع مساحت و ۱۷٫۹۴۳ نفر جمعیت دارد.